# Gräfelfing
Gräfelfing est une commune d'Allemagne, située dans la banlieue ouest de Munich dans le Land de Bavière. Presque exclusivement résidentielle, Gräfelfing compte parmi les communes les plus riches d'Allemagne et en occupe la cinquième place.   

## Économie
Gräfelfing est la ville du célèbre éditeur de musique de jazz et musique contemporaine Edition of Contemporary Music. Elle est aussi le siège et l'usine de la société Studio 49 créée en 1949 par le compositeur Carl Orff et son ami, le luthier Klaus Becker, pour la fabrication des instruments de musique destinés au Orff-Schulwerk.

## Enseignement
Depuis 2010, les élèves du Gymnasium Kurt Huber participent à un échange avec ceux du lycée Charles de Gaulle de Vannes (Morbihan).

## Personnalités liées à la commune
- Horst Tappert : acteur allemand
- Emmy Seyfried, designeuse
- Wolfgang Stegmüller : philosophe allemand
- Adrian Sutil : pilote de Formule 1